# Strangalia albicollis
Strangalia albicollis là một loài bọ cánh cứng trong họ Cerambycidae.